# Rans S-4 Coyote
O Rans S-4 Coyote e o Rans S-5 Coyote são uma família de aviões monomotores americanos, em configuração por tração, monoposto, monoplano de asa alta projetados por Randy Schlitter e fabricados pela Aero-Max (mais tarde Rans Inc). 
O Coyote estava disponível em forma de kit para construção amadora ou como um ultraleve.
A produção de ambos os modelos foi encerrada em 1 de junho de 2006, depois de estar disponível durante 23 anos.

## Projeto e desenvolvimento
O monoposto Coyote foi projetado por Randy Schlitter em 1982, como resultado de sua insatisfação com os projetos ultraleves existentes na época. A construção do primeiro protótipo S-2 Coyote foi iniciada em novembro de 1982, com o primeiro vôo em março de 1983. Originalmente o projeto deveria ser fabricado por uma nova empresa Aero-Max, que era uma parceria entre Schlitter e um amigo dele. A parceria fracassou devido a questões financeiras e a fabricação do kit foi passada para a empresa de Schlitter, a Rans, que na época estava construindo triciclos à vela.
Ambos os modelos da família apresentam um cockpit de tubo de aço 4130 soldado, com uma fuselagem traseira de tubo de alumínio aparafusado, asas e superfícies da cauda todas cobertas com envelopes de Dacron pré-costurados, que reduzem o tempo de construção. O tempo de construção relatado é de 211 horas-homem.
O Coyote S-4 possui trem de pouso convencional, enquanto o S-5 possui trem triciclo. Ambos podem ser equipados com flutuadores e esquis. O motor básico original era o Rotax 277 de 28 hp (21 kW), com o Rotax 447 de 40 hp (30 kW) e o Rotax 503 de 50 hp (37 kW) disponíveis posteriormente como opções.
O Coyote II de dois lugares foi posteriormente desenvolvido a partir do S-5.

## Histórico operacional
Havia 246 S-4 e S-5 construídos e voados até dezembro de 1998.
Muitos S-4 voam como ultraleves não registrados nos EUA, mas em novembro de 2010 havia quatro registrados junto com quatro S-5. Em novembro de 2010 havia quatro S-4 e um S-5 registrados no Canadá. Em dezembro de 2010 havia nove S-4 e três S-5 registrados no Reino Unido.

## Variantes
S-2
O protótipo voou pela primeira vez em março de 1983
S-3
Protótipo melhorado voado em setembro de 1983, entrou em produção como o S-4
S-4
Versão com trem de pouso convencional projetada como um projeto compatível com a especificação de ultraleves nos EUA quando equipado com o motor padrão Rotax 277 de 28 hp (20,9 kW). Não está mais em produção.
S-5
Versão com trem de pouso triciclo para a categoria "Experimental de construção caseira" dos EUA com opções como freios. Os motores incluem Rotax 447 de 40 hp (29,8 kW) e o Rotax 503 de 50 hp (37,3 kW). Não está mais em produção.

## Especificações (S-5)
Dados de: Kitplanes and Aerocrafter
Descrições gerais
- Tripulação: 1 piloto
- Comprimento: 5,18 m (17 ft)
- Envergadura: 8,99 m (29 ft)
- Área alar: 11,8 m² (127 ft²)
- Peso vazio: 325 kg (716 lb)
- Peso bruto (carregado): 587 kg (1 290 lb)
- Capacidade de combustível: 34 l (8,98 US-gal)

Motorização
- Número de motores: 1x
- Tipo do motor: Rotax 503
- Potência por motor: 50 hp (37,3 kW)
- Descrição do propulsor/hélice: Hélice de passo fixo de madeira de 2 pás

Performance
- Velocidade máxima: 153 km/h (95,1 mph)
- Velocidade de cruzeiro (km/h): 110 km/h (68,4 mph)
- Alcance: 291 km (181 mi)
- Razão de subida: 4.1 m/s
- Tecto de serviço: 4 000 m (13 100 ft)